# Świątynia Zhenguo
Świątynia Zhenguo (chiń. upr. 镇国寺; chiń. trad. 镇國寺; pinyin Zhèngúo Sì) – buddyjska świątynia położona 10 km od miasta Pingyao, w wiosce Haodongcun (郝洞村), w prowincji Shanxi, w Chinach. Najstarszy pawilon świątyni, Pawilon Wanfo, został zbudowany w 963 roku, za rządów Północnej dynastii Han i znany jest z charakterystycznych, bardzo dużych wsporników, podtrzymujących dach oraz podniesione okapy. Posągi wewnątrz pawilonu są jedynymi przykładami buddyjskiej rzeźby chińskiej z X wieku.

## Historia
Historia świątyni sięga 963 roku, kiedy po raz pierwszy odnotowano wybudowanie Pawilonu Wanfo (万佛殿). Datę zapisano na belce wewnątrz budynku oraz podano także w zapiskach historycznych powiatu Pingyao, pochodzących z XIX wieku. Data potwierdzona jest również na steli zapisanej w 1819 roku. Pawilon Wanfo jest najstarszym budynkiem w świątyni Zhenguo i jedyną zachowaną konstrukcją powstałą w okresie krótkiego panowania Północnej dynastii Han. Chociaż o przeszłości świątyni wiadomo niewiele, stele zaświadczają, iż była ona odnawiana w 1540 i 1816 roku. W 1997 roku, wraz z miastem Pingyao i Świątynią Shuanglin, wpisano świątynię Zhenguo na listę światowego dziedzictwa UNESCO jako „Dawne miasto Pingyao”.

## Architektura
Świątynia składa się z dwóch głównych pawilonów i bramy, a także dwóch dziedzińców pomiędzy tymi trzema budynkami. Cały kompleks otoczony jest murem. W południowej części mieści się Pawilon Tianwang (天王殿), pełniący funkcję bramy. Na północ znajduje się kolejny budynek – Pawilon Wanfo, a dalej Pawilon Sanfo (三佛殿), który powstał w okresie Dynastii Qing. Przy dziedzińcu północnym mieszczą się dwa mniejsze pawilony, skierowane w kierunku wschodnim i zachodnim – Pawilon Guanyin (观音殿) i Dizang (地藏殿), które wybudowano za rządów Dynastii Ming. Po obu stronach Pawilonu Tianwang wznoszą się wieże dzwonu.

### Pawilon Wanfo

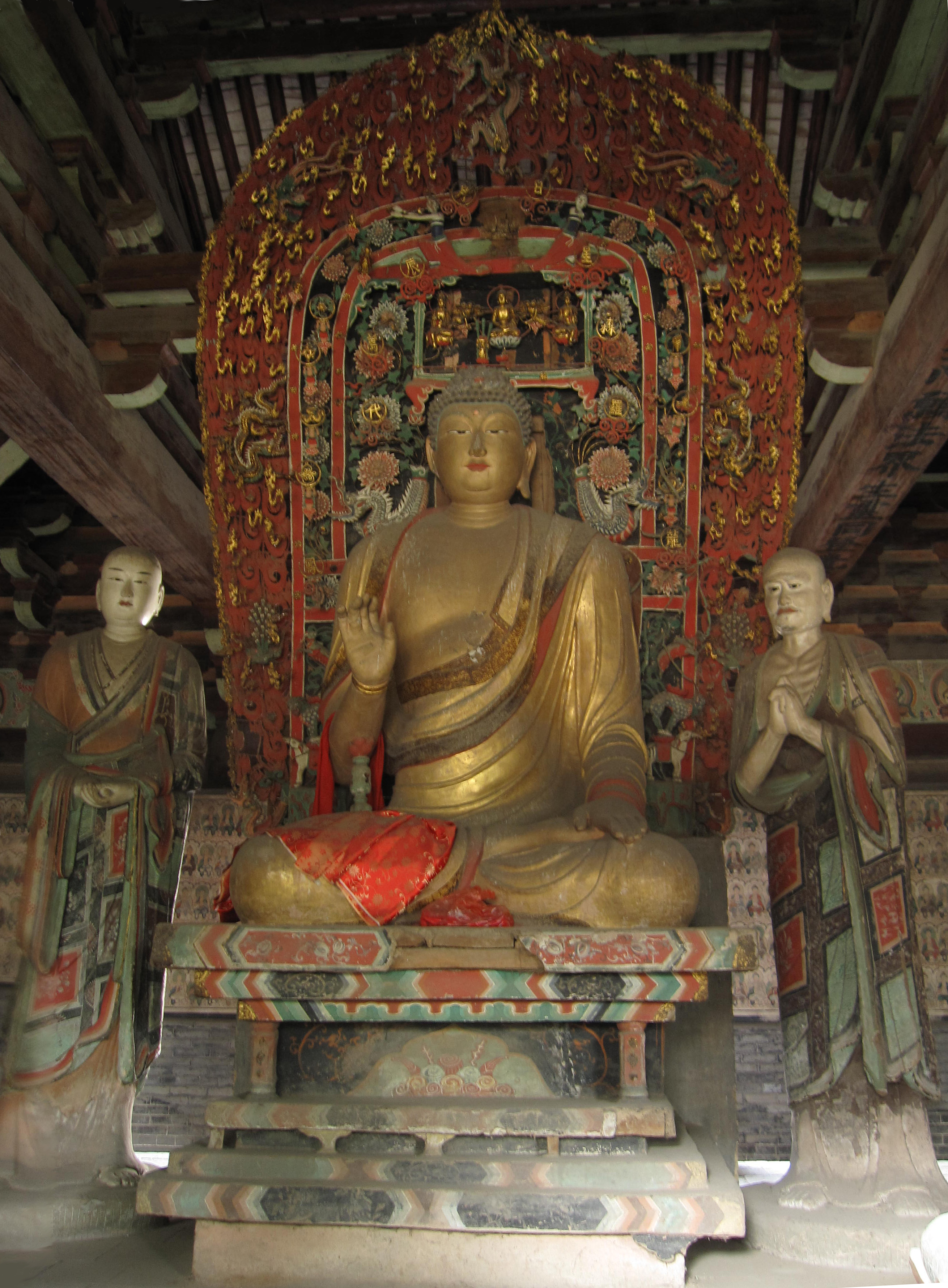
Posągi wewnątrz Pawilonu Wanfo

Najważniejszym budynkiem w świątyni Pawilon Wanfo (Pawilon Tysiąca Buddów), będący jedną z najstarszych konstrukcji drewnianych w Chinach. Jest to składający się z trzech pomieszczeń pawilon na planie prostokąta o wymiarach 11,6×10,8 m i wysokości 8,8 m, z jednookapowym dachem. Pomimo niewielkich rozmiarów i pewnych cech, które świadczyłyby, iż jest to zwyczajny pawilon (np. filary umieszczone bezpośrednio w podłodze zamiast na kamiennym cokole), budynek ma dosyć skomplikowaną formę. Zarówno z przodu i z tyłu pawilonu umieszczono drzwi. Ponadto, w ścianie frontowej znajdują się dwa okna po obu stronach drzwi. Całą budowlę podtrzymuje dwanaście filarów. Wsporniki narożne i wsporniki w górnej części kolumn, które podtrzymują dach, są wspornikami siódmego stopnia, czyli największymi i najbardziej skomplikowanymi, zgodnie ze stopniowym systemem klasyfikacji elementów drewnianych, opracowanym przez architekta Li Jie w jego traktacie Yingzao fashi. Wsporniki mają prawie 2,5 m wysokości, co stanowi 70% całkowitej wielkości kolumn. Wsporniki pomiędzy kolumnami, które występują w przerwach co dwa filary, są wspornikami piątego stopnia. Pawilon nie ma sufitu, przez co górne i dolne krokwie są odsłonięte.
W pawilonie umieszczono jedenaście posągów z okresu Północnej dynastii Han. Są to jedyne zachowane chińskie rzeźby z tego okresu, które przetrwały z zewnątrz Jaskiń Mogao. Głównym posągiem jest figura Siakjamuniego, otoczona przez Bodhisattwów i Niebiańskich Królów.